# Strünken
Strünken war ein Ortsteil von Odenthal, der durch den Bau der Großen Dhünntalsperre verschwunden ist.

## Geschichte
In Strünken wurde Schlacke aus einem Rennofen gefunden, die laut einer Untersuchung nach der Radiokarbonmethode aus dem 13. Jahrhundert stammte. Die erste urkundliche Erwähnung des Orts stammt von 1340. Besitzer war zu dieser Zeit das Stift St. Gereon in Köln. Kurze Zeit später ging er in das Eigentum der Zisterzienserabtei Altenberg über. Es handelte sich um ein einzelnes Haus mit Stallungen. Mit der Aufhebung der Abtei im Jahr 1803 ging der Hof an den Fiskus über. Er lag in unmittelbarer Nähe zur Loosenau und war viele Jahrzehnte den Gefahren ausgesetzt, die von den dortigen Pulvermühlen ausgingen. An der Stelle, wo Strünken einmal gewesen ist, steht heute der Staudamm der Talsperre.
Die Topographia Ducatus Montani des Erich Philipp Ploennies, Blatt Amt Miselohe, belegt, dass der Wohnplatz 1715 als Hof kategorisiert wurde und mit Strüncken bezeichnet wurde.
Carl Friedrich von Wiebeking benennt die Hofschaft auf seiner Charte des Herzogthums Berg 1789 als Strünken. Aus ihr geht hervor, dass Strünken zu dieser Zeit Teil von Oberodenthal in der Herrschaft Odenthal war.
Unter der französischen Verwaltung zwischen 1806 und 1813 wurde die Herrschaft aufgelöst. Strünken wurde politisch der Mairie Odenthal im Kanton Bensberg zugeordnet. 1816 wandelten die Preußen die Mairie zur Bürgermeisterei Odenthal im Kreis Mülheim am Rhein.
Der Ort ist auf der Topographischen Aufnahme der Rheinlande von 1824, auf der Preußischen Uraufnahme von 1840 und ab der Preußischen Neuaufnahme von 1892 auf Messtischblättern regelmäßig als Strünken oder ohne Namen verzeichnet. Strünken war seit jeher Teil der katholischen Pfarrei Odenthal.
| Jahr | Einwohner | Wohn- gebäude | Kategorie |
| ---- | --------- | ------------- | --------- |
| 1822 | 10        |               | Hof       |
| 1830 | 11        |               | Hof       |
| 1845 | 15        | 1             | Haus      |
| 1871 | 14        | 2             | Hofstelle |
| 1885 | 8         | 2             | Wohnplatz |
| 1895 | 8         | 2             | Wohnplatz |
| 1905 | 5         | 1             | Wohnplatz |